# Polnische Meisterschaften im Skispringen 2016
Die polnischen Meisterschaften im Skispringen 2016 fanden am 13., 22. und 23. März 2016 statt. Während die Wettkämpfe der Frauen sowie der Junioren der Klassen C un D von den Skalite-Schanzen in Szczyrk ausgetragen wurden, hielten die Männer und die Junioren der Klasse A ihre Wettbewerbe auf der Adam-Małysz-Schanze in Wisła ab. Die Meisterschaften wurden vom polnischen Skiverband (PZN) organisiert.

## Ergebnisse

### Männer Einzel
Der Einzelwettbewerb fand am 22. März 2016 von der Großschanze Malinka (K 120 / HS 134) in Wisła statt. Es waren 52 Athleten gemeldet, jedoch gingen zwei nicht an den Start. Stefan Hula stellte mit seinem Sprung auf 134 Metern die größte Weite des Tages auf. In einem sehr engen Wettbewerb konnte sich Maciej Kot durchsetzen und polnischer Meister werden.
| Platz | Name               | Verein                 | Weite 1 | Weite 2 | Punkte |
| ----- | ------------------ | ---------------------- | ------- | ------- | ------ |
| 01.   | Maciej Kot         | AZS Zakopane           | 131,0   | 132,0   | 273,4  |
| 02.   | Stefan Hula        | KS Eve-nement Zakopane | 134,0   | 129,0   | 272,9  |
| 03.   | Kamil Stoch        | KS Eve-nement Zakopane | 132,5   | 131,5   | 272,7  |
| 04.   | Dawid Kubacki      | TS Wisła Zakopane      | 133,0   | 127,0   | 263,0  |
| 05.   | Andrzej Stękała    | AZS Zakopane           | 128,5   | 126,0   | 256,1  |
| 06.   | Piotr Żyła         | WSS Wisła              | 130,0   | 124,0   | 255,7  |
| 07.   | Jan Ziobro         | WKS Zakopane           | 129,0   | 123,0   | 249,1  |
| 08.   | Jakub Wolny        | LKS Klimczok Bystra    | 125,5   | 122,0   | 241,5  |
| 09.   | Klemens Murańka    | TS Wisła Zakopane      | 124,5   | 122,0   | 239,2  |
| 10.   | Bartłomiej Kłusek  | LKS Klimczok Bystra    | 127,5   | 120,5   | 238,9  |
| 11.   | Tomasz Byrt        | WSS Wisła              | 118,5   | 116,0   | 196,2  |
| 12.   | Przemysław Kantyka | LKS Klimczok Bystra    | 118,5   | 115,5   | 214,2  |
| 13.   | Grzegorz Miętus    | TS Wisła Zakopane      | 121,0   | 113,5   | 214,1  |
| 14.   | Szczepan Kupczak   | AZS AWF Katowice       | 118,0   | 115,5   | 211,8  |
| 15.   | Jakub Kot          | AZS Zakopane           | 118,0   | 113,0   | 207,3  |

### Frauen Einzel
Der Einzelwettbewerb fand am 13. März 2016 von der Skalite-Mittelschanze (K 70 / HS 77) statt. Mit großem Vorsprung wurde Kinga Rajda polnische Meisterin.
| Platz | Name             | Verein                       | Weite 1 | Weite 2 | Punkte |
| ----- | ---------------- | ---------------------------- | ------- | ------- | ------ |
| 01.   | Kinga Rajda      | SSR LZS Sokół Szczyrk        | 074,5   | 075,5   | 237,0  |
| 02.   | Magdalena Pałasz | UKS Sołtysianie Stare Bystre | 065,0   | 066,5   | 203,2  |
| 03.   | Joanna Szwab     | KS Chochołów                 | 067,0   | 066,0   | 202,6  |
| 04.   | Anna Twardosz    | PKS Olimpijczyk Gilowice     | 063,5   | 066,0   | 193,9  |
| 05.   | Joanna Kil       | AZS Zakopane                 | 057,5   | 058,0   | 162,1  |
| 06.   | Paulina Cieślar  | WSS Wisła                    | 052,0   | 051,5   | 128,7  |
| 07.   | Kamila Karpiel   | AZS Zakopane                 | 050,0   | 052,0   | 125,4  |
| 08.   | Róża Pawlikowska | AZS Zakopane                 | 041,0   | 042,0   | 078,6  |
| 09.   | Sabina Król      | AZS Zakopane                 | 040,5   | 038,5   | 067,8  |
| 10.   | Joanna Ślaga     | AZS Zakopane                 | 033,0   | 032,0   | 030,0  |
| 11.   | Anna Żądło       | LKS Klimczok Bystra          | 030,0   | 028,0   | 018,6  |

### Teamspringen
Das Teamspringen fand am 23. März 2016 von der Malinka in (K 120 / HS 134) in Wisła statt. Die Besetzung der Teams war vom Geschlecht unabhängig, jedoch war das einzige Team, das eine Frau nominierte, KS Chochołów mit Joanna Szwab. Es gingen neun Teams aus sechs Vereinen an den Start.
| Platz | Verein                | Name                                                                  | Weite 1                 | Weite 2                 | Punkte |
| ----- | --------------------- | --------------------------------------------------------------------- | ----------------------- | ----------------------- | ------ |
| 01.   | AZS Zakopane I        | Grzegorz Miętus Jakub Kot Andrzej Stękała Maciej Kot                  | 135,5 133,0 132,0 105,5 | 113,5 124,5 126,0 137,0 | 962,6  |
| 02.   | TS Wisła Zakopane I   | Dawid Jarząbek Łukasz Rutkowski Klemens Murańka Dawid Kubacki         | 127,0 107,5 127,0 139,0 | 118,0 113,0 129,0 137,5 | 954,4  |
| 03.   | WSS Wisła I           | Tomasz Byrt Artur Kukuła Aleksander Zniszczoł Piotr Żyła              | 123,5 113,5 118,0 123,0 | 123,0 128,0 121,0 137,0 | 936,1  |
| 04.   | LKS Klimczok Bystra   | Przemysław Kantyka Piotr Kudzia Bartłomiej Kłusek Jakub Wolny         | 125,0 110,5 119,0 115,5 | 112,5 115,5 133,0 125,0 | 883,3  |
| 05.   | AZS Zakopane II       | Krzysztof Miętus Krzysztof Leja Krystian Kołodziej Andrzej Zapotoczny | 134,5 125,0 098,5 117,5 | 106,0 118,5 101,5 117,5 | 815,2  |
| 06.   | SSR LZS Sokół Szczyrk | Konrad Janota Kacper Kupczak Dominik Kastelik Krzysztof Biegun        | 119,5 096,0 094,5 109,0 | 100,0 115,5 108,0 105,0 | 667,5  |
| 07.   | WSS Wisła II          | Bartosz Czyż Tomasz Pilch Jakub Jurosz Paweł Wąsek                    | 092,0 112,0 090,5 101,0 | 094,5 112,0 090,0 102,5 | 616,1  |
| 08.   | TS Wisła Zakopane II  | Andrzej Gąsienica Krystian Karpiel Paweł Chyc Łukasz Bukowski         | 114,0 100,5 088,0 085,0 | 105,5 100,5 099,5 108,5 | 579,2  |

### Junioren Einzel
Klasse A (K 120 / HS 134)
| Platz | Name               | Verein              | Weite 1 | Weite 2 | Punkte |
| ----- | ------------------ | ------------------- | ------- | ------- | ------ |
| 01.   | Przemysław Kantyka | LKS Klimczok Bystra | 118,5   | 115,5   | 214,2  |
| 02.   | Krzysztof Leja     | AZS Zakopane        | 116,5   | 109,0   | 197,4  |
| 03.   | Łukasz Bukowski    | TS Wisła Zakopane   | 110,0   | 096,5   | 155,4  |

Klasse C (K 95 / HS 106)
| Platz | Name          | Verein              | Weite 1 | Weite 2 | Punkte |
| ----- | ------------- | ------------------- | ------- | ------- | ------ |
| 01.   | Tomasz Pilch  | WSS Wisła           | 101,0   | 101,0   | 248,0  |
| 02.   | Kacper Stosel | AZS Zakopane        | 096,5   | 098,0   | 235,5  |
| 03.   | Piotr Kudzia  | LKS Klimczok Bystra | 093,5   | 098,0   | 227,5  |

Klasse D (K 70 / HS 77)
| Platz | Name           | Verein              | Weite 1 | Weite 2 | Punkte |
| ----- | -------------- | ------------------- | ------- | ------- | ------ |
| 01.   | Jan Habdas     | LKS Klimczok Bystra | 071,5   | 070,0   | 226,3  |
| 02.   | Adam Niźnik    | TS Wisła Zakopane   | 069,0   | 071,5   | 223,6  |
| 03.   | Jarosz Mateusz | TS Wisła Zakopane   | 067,5   | 063,0   | 199,1  |